# شبتوت
شبتوت تلك قرية تقع في الطرف الغربى لـنهر النيل في محلية القولد بالولاية الشمالية تحدها من الجنوب قرية دمبو ومن الشمال الخندق ومن الغرب الصحراء التي تمتد حتى الحدود الليبية ومن جهة الشرق نهر النيل.

## التسمية
ترجع اصل التسمية الي شب أي المنطقة العالية وتود تعني بالنوبية الولد أي ابن المنطقة العالية هذه واختلفت الروايات في أصل تسمية شبتوت بهذا الاسم. ومن الروايات (الأقرب للصحة) أن هذه البقعة كانت خضراء ذات مروج وشجر وترد إليها الناس بماشيتهم جوعاء وترجع شباعا ولذلك كانو يسمونه بشبع العتوت (صغار الماعز) أي لا تشبع العتوت إلا إذا جاءت في هذا المكان وهناك روايات أخر، منها ان الملك في بلاد النوبة كان يطلق عليه (شبا) بكسر الشين وكلمة تود تعني (ولد) ومنها جاءت كلمة (شبا تود) وحرفت إلى شبتوت.
وبمرور الزمن تغير الاسم مع اللسان النوبى وتحرفت إلى شبتوت وكما أن كثير من الأسماء العربية للناس تغيرت على حسب الرطانة (لغة النوبة) فالرطانة تغير الكلمة أو اللفظ إلى غير الأصل.

## السكان
أما بالنسبة إلى التكوين السكانى الثانى لقرية شبتوت فهى تتكون من الدناقلة وبعض العرب البادية التي استقرت في شبتوت وهم ينحدرون من قبيلة الكبابيش التي يتركز معظم أفرادها في شمال كردفان وبعض قرى الشمالية حتى منطقة المحس. وأما ما يسمى بالدناقلة فهى ليست قبيلة إنما سمي كل من سكن في أرض دنقلا بالدناقلة وكذلك المحس والحلفاويين والسكوت فهى أسماء مناطق وليست أسماء لقبائل. أما أصل أهل شبتوت فان معظم الدناقلة الموجودين في قرية شبتوت يرجعون في الأصل إلى قبيلة الجعافرة فهم من أصول عربية عريقة جدا فهولاء الجعافرة هم أبناء عمومة العباسيين حيث دخلو السودان واستوطنو فيها بعد سقوط الدولة العباسية في بغداد والتي كانت تحكم كل البلاد الإسلامية في ذلك الوقت فبسقوط الدولة العباسية تشتت هولاء القوم في كثير من البلاد فمنهم من توجه إلى اليمن وبلاد الشام ومنهم من توجهو إلى مصر وشمال أفريقيا وأجداد سكان شبتوت استقرو في صعيد مصر وما زال جزء كبير منهم موجودون في مصر وتحديدا في منطقة دراوة «بفتح الدل والراء».
بعد ذلك هاجر سبعة من الإخوة الجعافرة إلى السودان منهم قائد وعنان وتنحدر منهم أغلب الأسر في شبتوت ودمبو وسلقى وفي شبتوت بحرى عائلة الفحلاب وعائلة حاج اما عائلة حاج ترجع اصولهم الي ارقو المحس اما الفحلاب من سلقي اما المكون الرئيسي لشبتوت بحري فهم عوائل حسن تنجلاب ونوري تنجلاب لا علاقة لهم بالجعافرة ولا عنان تود.أما عوائل شبتوت قبلي فعائلة شيخ عيسى وعائلة عبيدى وعائلة محمد أحمد الكوندو فينتمون لعنان فيسمونهم كبار السن (بعنان تونى) حيث تعني بالرطانة (أولاد عنان) وعائلة صالح عبد الكريم ينتمون إلى قائد وهو الأخ الثانى وأيضا في سلقى أولاد الضكير وخبير وإخوانهم في دمبو أبناء محمد عبد الكريم وعائلة على أبو جارة. ومعظم سكان دمبو أيضا ينتمون إلى الجعافر. وهنالك إخوان لعبيدى والكوندو قد هاجروا إلى منطقة النيل الأبيض وقاموا بتسمية تلك المنطقة في النيل الأبيض أيضا باسم دمبو ود شلعى وهم أعرف الناس بالأنساب رغم بعدهم من موطنهم الاساس.كما يوجد أيضا بعض القبائل التي تصاهرت في شبتوت مثل أولاد حب الله وهم ينحدرون أصلا من قبيلة البديرية وأولاد حاج عثمان أيضا من البديرية أو الركابية ويقال أنهم من المحس. وهذه المعلومات مأخوذة من كبار السن.